# Burg Schwarzenburg
Die Burg Schwarzenburg, auch Schwarzwihrberg oder Schwarzwihr genannt, ist heute eine Ruine einer hochmittelalterlich bis frühneuzeitlichen Gipfelburg nördlich von Schellhof auf dem Schloßberg bei der Stadt Rötz im Oberpfälzer Landkreis Cham in Bayern, Deutschland. Die Anlage ist unter der Aktennummer D-3-72-154-25 als denkmalgeschütztes Baudenkmal von Schellhof verzeichnet. Ebenso wird sie als Bodendenkmal unter der Aktennummer D-3-6640-0107 im Bayernatlas als „archäologische Befunde im Bereich der mittelalterlichen Burgruine "Schwarzenburg"“ geführt.
Die Burg wurde schon während des 11. Jahrhunderts gegründet, um 1450 verstärkt und um das Jahr 1500 mit mächtigen Bastionen und einem Rondell erweitert. Sie wurde 1634 von den Schweden während des Dreißigjährigen Krieges zerstört und anschließend als Steinbruch genutzt.
Heute wird die frei zugängliche Burgruine im Bereich der Vorburg größtenteils als Tribüne für die auf der Burg stattfindenden Festspiele genutzt, im Bereich der Hauptburg befindet sich eine zeitweise bewirtschaftete Schutzhütte mit Biergarten. Der begehbare Bergfried dient als Aussichtsturm.

## Geographische Lage

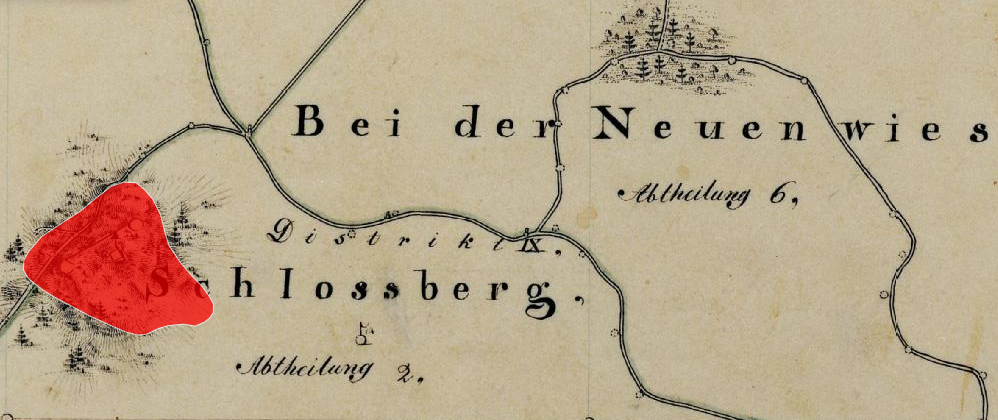
Lageplan der Burg Schwarzenburg auf dem Urkataster von Bayern

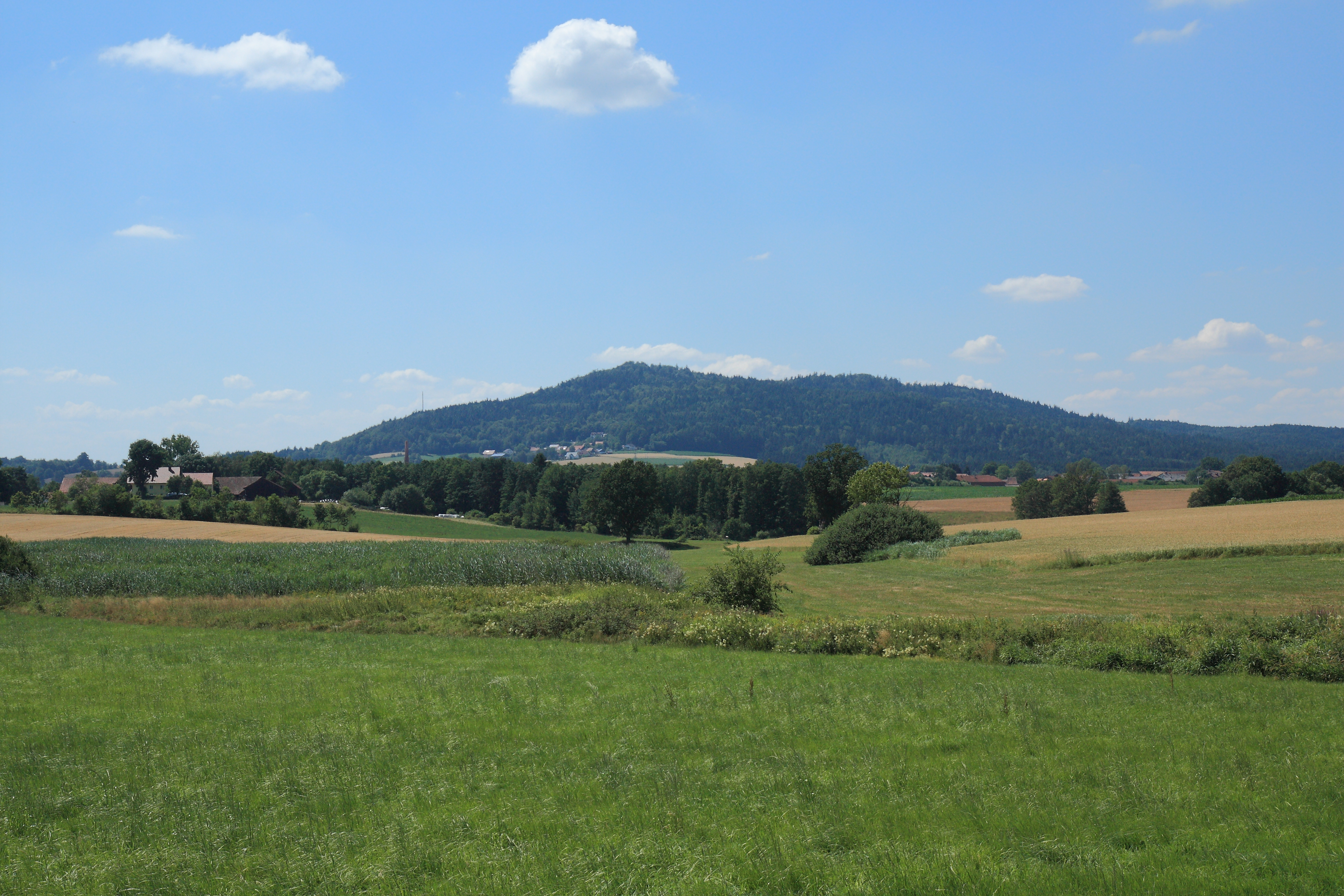
Der Schlossberg aus östlicher Richtung

Die umfangreiche Burgruine liegt im südlichen Teil des Oberpfälzer Waldes auf dem bewaldeten und felsigen Gipfel des Schlossberges in 706 m ü. NHN Höhe.
Der Schlossberg ist die höchste Erhebung des Schwarzwihrberges am südöstlichen Ende einer kleinen Hügelgruppe, die sich über dem Tal der Schwarzach und der Eixendorftalsperre erhebt. Die Ruine befindet sich etwa 270 Meter über dem Tal und 3.080 Meter westnordwestlich der katholischen Pfarrkirche Sankt Martin in Rötz, 1.000 Meter westlich über der Ortschaft Bauhof, einem Ortsteil der Gemeinde Rötz, oder circa 20 Kilometer nordwestlich von Cham.
In der Nähe befinden sich noch weitere ehemalige mittelalterliche Burgen, wenige Kilometer nordnordwestlich die Burgruine Thannstein und der Burgstall Altenthanstein, westnordwestlich der Burgstall Warberg bei der gleichnamigen Ortschaft Warberg bei Neunburg vorm Wald und nördlich der Burgstall Altenschneeberg.

## Geschichte
Die erste Erwähnung der Schwarzenburg erfolgte schon zwischen den Jahren 1048 und 1060 mit „Heinricus de Swarcenburg“. Seine Nennung im Schenkungsbuch des Klosters St. Emmeram als Vogt des Klosters und der Kirche von Regensburg dokumentiert die gehobene gesellschaftliche Stellung der Familie von Edelfreien. Aus dieser frühen Zeit der Burg sind allerdings keine Reste mehr erhalten, so dass angenommen wird, dass damals eine Vorgängeranlage auf dem Alten Schwarzwihrberg wenig nördlich existierte, oder dass es sich bei der ersten Burg um eine hölzerne Anlage des 10. Jahrhunderts handelte. Beide Annahmen sind allerdings bis heute unbewiesen. Die ältesten Teile der Stammburg der Schwarzenburger, die Reste der Burgkapelle, der vermutlich turmförmige Wohnbau unmittelbar südlich der Kapelle, die Ringmauer und die Reste eines Turmes mit anschließendem Wohnbau in der Ostecke der Unterburg an der Ostbastion, stammen aus der Zeit um das Jahr 1100.
Der bekannteste Schwarzenburger von reichsweiter Bedeutung war der Kölner Erzbischof Friedrich I. (Sedenzzeit 1100–1131). Der Bericht der Annales Rodenses zu Erzbischof Friedrich von Schwarzenburg könnte ebenfalls auf eine hölzerne Vorgängeranlage oder eine etwas frühere Datierung der ältesten Teile der jetzigen Ruine hinweisen: Nach diesem fast zeitgenössisch (um 1160) verfassten Bericht hat Graf Adolf (von Saffenberg) um 1122 Margarete von Schwarzenburg, eine Nichte von Friedrich I., geheiratet. „… Sie war geboren auf der Burg Schwarzenburg in Bayern, die an der Grenze zu Böhmen liegt. Von dieser Burg stammte bekanntlich auch Friedrich [geb. um 1075/78] selbst…“. Zu dieser Ehe liegt auch eine Originalurkunde vom 18. Juli 1134 im Archiv der Stadt Köln vor.
Das letzte Mitglied der Schwarzenburger Edelfreien ist der von ca. 1122 bis 1147/48 nachgewiesene „Bertholdus de Swarcinburch“, also Berthold II. von Schwarzenburg, ein Neffe des Kölner Erzbischofs Friedrich von Schwarzenburg. Er kehrte vom Zweiten Kreuzzug mit König Konrad III. nicht wieder zurück. Er oder sein Vater dürften als Erbauer der ältesten Teile der Anlage infrage kommen.
Nach dem Aussterben der Schwarzenburger kam die Burg wohl über den Babenberger Herzog Heinrich von Mödling (den Älteren) an den Stauferkaiser Friedrich I. Barbarossa. Sowohl für den Übergang der Schwarzenburg an die Babenberger nach 1148 als auch den Verkauf an Friedrich I. finden sich keine gesonderten Belege. Beide Vorgänge sind nachträglich in der unten erwähnten Urkunde vom 26. September 1212 erwähnt.
Am 26. September 1212 übertrug König Friedrich II. die Schwarzenburg an König Ottokar I. Přemysl von Böhmen. Unter ihnen wurden vermutlich der Bergfried und der jüngere Wohnbau der Hauptburg errichtet. Erst am 10. März 1240 erscheint wieder ein „dominus de Swarcenburch“ als Zeuge einer Schenkung von Konrad und Heinrich von Hohenfels für das Kloster Pielenhofen. Er und die ab 1256 wieder fortlaufend belegbaren jüngeren Schwarzenburger waren aber vermutlich nicht mit den älteren Schwarzenburgern verwandt, sie waren Ministeriale aus Böhmen, die vielleicht aus einer edelfreien Familie hervorgingen.
Seit der Bayerischen Landesteilung von 1255 gehörte der Herrschaftsbereich der Ministerialenfamilie zum wittelsbacher Herzogtum Niederbayern. Ab dem Jahr 1300 begann der Niedergang der Familie, was sich auch in der Verpfändung von Rötz und der „purkh ze Swartzenburch“ 1307 durch den Lehensherren Herzog Stephan I. von Niederbayern an Konrad von Chamerau zeigte, allerdings saßen sie noch bis 1317 auf der Burg. Die Familie starb mit „Bertha von Schwarzenburg“ 1391 aus.
Nach der Landesteilung von 1331 kam die Herrschaft zum Herzogtum Heinrichs XV. des Natternbergers, dieser verkaufte die Burg aber im folgenden Jahr für 3000 Pfund Regensburger Pfennige zusammen mit Rötz und Waldmünchen an den Landgrafen Ulrich von Leuchtenberg. Er musste sich dabei verpflichten, 400 Pfund Regensburger Pfennige in die Burg zu verbauen.
Die Leuchtenberger besaßen die Herrschaft Schwarzenburg-Rötz-Waldmünchen bis auf eine Verpfändung zwischen 1364 und 1367 an Georg Auer von Stockenfels bis etwa 1404, als sie die Herrschaft an Amalia Kagerin von Störnstein und ihre Söhne Hinczik und Hans Pflugk zu Rabenstein verkauften. Unter den Pflug, zuerst unter Hinczik, der nach 1460 verstarb, dann unter seinen Sohn Sebastian, er starb 1491/92, beide waren lange Zeit Pfleger zu Cham und seinem Enkel Hinczik d. J., der 1495 gestorben ist, konnten sie die Rechte und Bedeutung der Herrschaft noch steigern. Zwischen 1439 und 1460 sind nicht näher bezeichnete Baumaßnahmen für 600 Gulden bekannt, sicher wurden zu dieser Zeit die drei noch erhaltenen Halbrundtürme, einer an dem turmförmigen Wohnbau der Hauptburg, einer innerhalb der Westbastion und einer neben dem erhaltenen inneren Tor der Vorburg, erbaut. Eventuell stand auch auf der gegenüberliegenden Seite des Tores noch ein zweiter Turm. Der Grund für die Verstärkung der Befestigungen dürfte in der Bedrohung der Region durch die Angriffe der Hussiten von Böhmen her liegen. Die Schwarzenburg war 1433 Sammelplatz des unter Hinczik Pflugk stehenden Heeres, das in der siegreichen Schlacht bei Hiltersried das Vordringen einer Heeresgruppe der Hussiten nach Niederbayern verhinderte.
1495 verkauften die Erben Hinczik d. J. für 36.000 Gulden die Herrschaft an Heinrich von Plauen, den Burggrafen von Meißen. Heinrich war bis 1505 im Besitz von Burg und Herrschaft, er ließ umfangreiche Baumaßnahmen für 4.000 Gulden durchführen. Damals entstanden vermutlich die drei Bastionen, das Rondell, das Vortor der Vorburg und der ausgemauerte Halsgraben.

Ansicht der Burg Schwarzenburg auf einer Karte des 16. Jahrhunderts (Kopie aus dem frühen 18. Jahrhundert)

Heinrich von Plauen verkaufte die Burg an seinen Schwager, den böhmischen Adligen Heinrich von Guttenstein-Vrtba am 6. Februar 1506, doch ist dieser schon am 9. Januar 1505 als Besitzer nachgewiesen, der Verkauf erfolgte anscheinend schon vor der Datierung der Verkaufsurkunde. Die Herrschaft Schwarzenburg-Rötz-Waldmünchen, die zuvor zu Niederbayern gehörte, kam am 30. Juli 1505 durch den Kölner Spruch nach dem Landshuter Erbfolgekrieg an die Junge Pfalz. Herzog Friedrich II. von der Pfalz verzichtete auf alle Wiedererwerbsansprüche und überließ ihm die Herrschaft gegen ein fünfjähriges Öffnungsrecht als freies Eigen.
Heinrich von Guttenstein-Vrtba benutzte die starke Burg wiederholt als Ausgangspunkt für seine Raubzüge, weshalb der Schwäbische Bund sich 1509 entschloss, gegen ihn vorzugehen. Er ließ die Burg durch eigenen Beschuss auf ihre Standfestigkeit prüfen und verkaufte sie aufgrund des schlechten Ergebnisses im Oktober 1509 mit der gesamten Herrschaft für 41.000 Gulden an Ludwig V. und seinen Bruder Friedrich II. von der Pfalz, noch bevor es zu einer Belagerung durch den Bund kam.
Die Wittelsbacher ließen die Burg 1514 wiederherstellen, sie wurde zum Sitz eines Pflegers des 1509 eingerichteten, auch als „Grafschaft Schwarzenburg“ bezeichnetes, pfälzischen Pflegamtes Rötz. Die Pfleger des Amtes saßen noch bis 1542 auf der Burg, zogen dann zunächst in den Bauhof, den ehemaligen Wirtschaftshof der Burg, und Mitte des 17. Jahrhunderts in das Stadtschloss von Rötz.
1634 wurde die Burg Schwarzenburg, die nach dem Abzug der Pfleger vermutlich nur noch notdürftig instand gehalten wurde, von den Schweden während des Dreißigjährigen Krieges zerstört und in der Folgezeit von umliegenden Bewohnern als Steinbruch genutzt.

## Anlage
Von der ehemaligen im Kern romanischen Burganlage sind noch der Bergfried und umfangreiche Mauerreste eines Batterieturms, eines Burgtors der Oberburg, der Ringmauer und geringe Reste einer Burgkapelle erhalten. Heute dient der 15 m hohe Bergfried als Aussichtsturm. Auf dem Burgareal finden Festspiele statt, wobei der Batterieturm zur Aufbewahrung der Requisiten sowie als Schauspieler-Garderobe genutzt wird. Festspielbesuchern und Wanderern steht die Schwarzwihrberghütte, eine von 1. April bis 31. Oktober bewirtschaftete Schutzhütte für ca. 60 Personen, zur Verfügung.

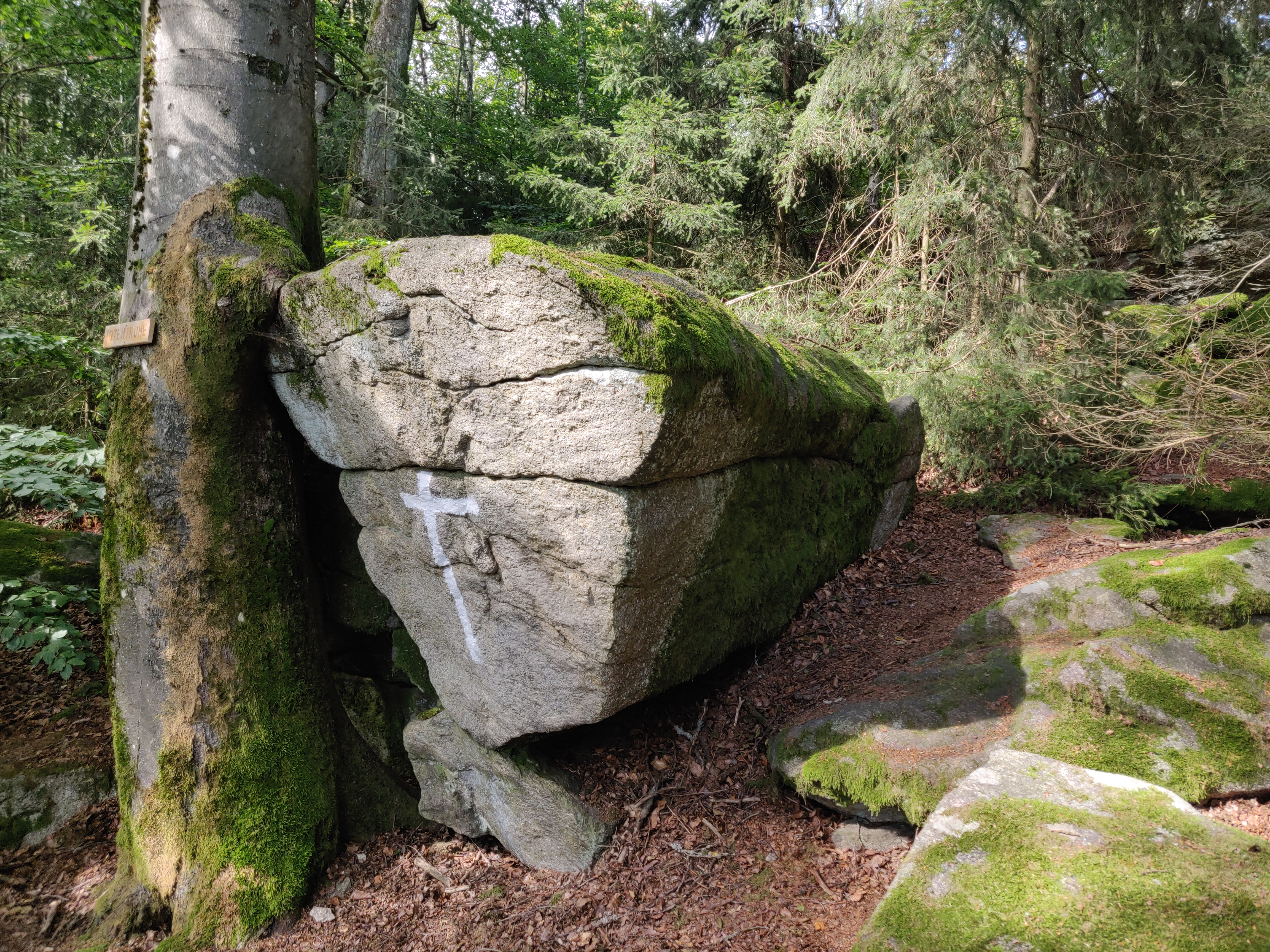
Sogenannte „Totentruhe“ nahe der Schwarzenburg

Nahe der Burganlage befindet sich im Wald ein großer Granitblock, dessen natürliche Form an die eines Sarges erinnert und der deshalb als „Totentruhe“ bezeichnet wird. Er soll einer örtlichen Sage zufolge die Schätze der zerstörten Burg beinhalten und von einem darin ruhenden Burgfräulein bewacht werden.